# Тохары

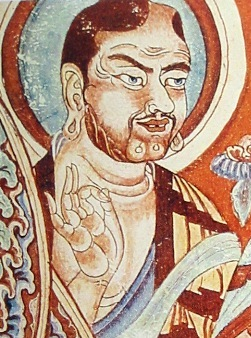
Витарка Мудра, монах-тохарец, Таримская впадина, IX век

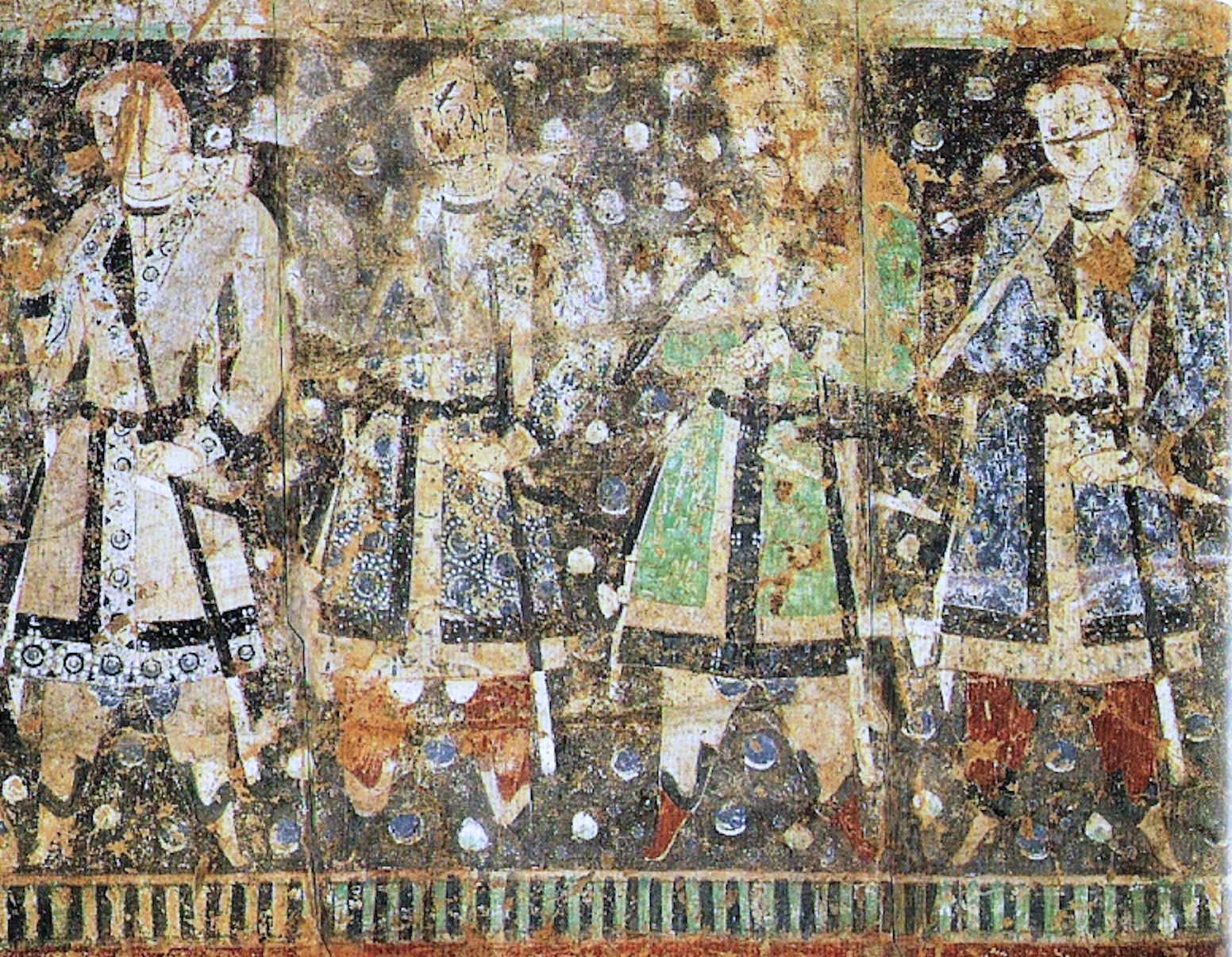
Тохарские донаторы. Фреска VI в. н. э. из пещер Кизила

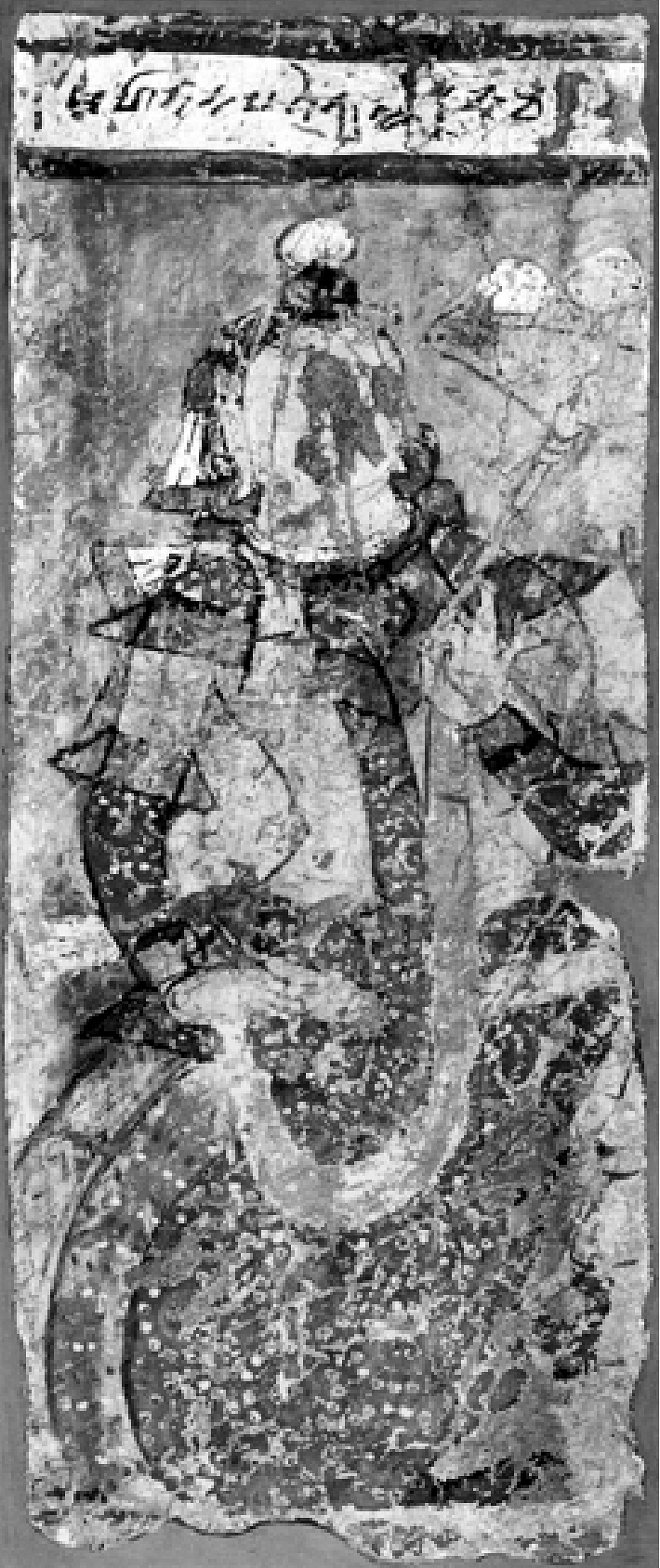
Женщина-донатор с надписью на тохарском языке, пещеры Кизил

То́хары (др. тюрк. ‏𐱃𐰸𐰺‎, греч. Τόχαροι; в настоящее время под этим именем чаще всего имеют в виду псевдотохар) — народ Центральной Азии (известен с III по VIII век н. э.), говоривший на тохарских языках (то есть на языках ārsí и kučaññe); это наиболее восточная из известных науке группа языков индоевропейской семьи. 
Тохаров не следует путать с истинными тоха́рами (тогарами, греч. Τοχάριοι), которые говорили на восточноиранских языках и были родственны с юэчжи. 
Исследователи Р. Келлог, Е. Швентнер, В. Краузе, В. Порциг, Э. Бенвенист отмечали особо тесные связи, объединяющие тохарский язык (ārsí-kučaññe) с фрако-фригийским, германским и балто-славянским. Предполагаемое самоназвание псевдотохар — ārsí и kučaññe. Исходно псевдотохары занимали место в Таримской впадине, Ганьсу. 
О предполагаемом их облике позволяют судить поздние таримские мумии. Наиболее ранние мумии (оставленные представителями древнего североевразийского населения) могут быть датированы XVIII веком до н. э.; собственно тохарские, т.е. наиболее поздние — II веком н. э. Всех их отличают длинные, заплетённые в косы волосы рыжего либо светло-русого оттенка. Неплохо сохранились ткани — войлочные плащи и гетры с клетчатым рисунком.

## Первоначальное место обитания

Основные оазисные государства древнего Таримского бассейна

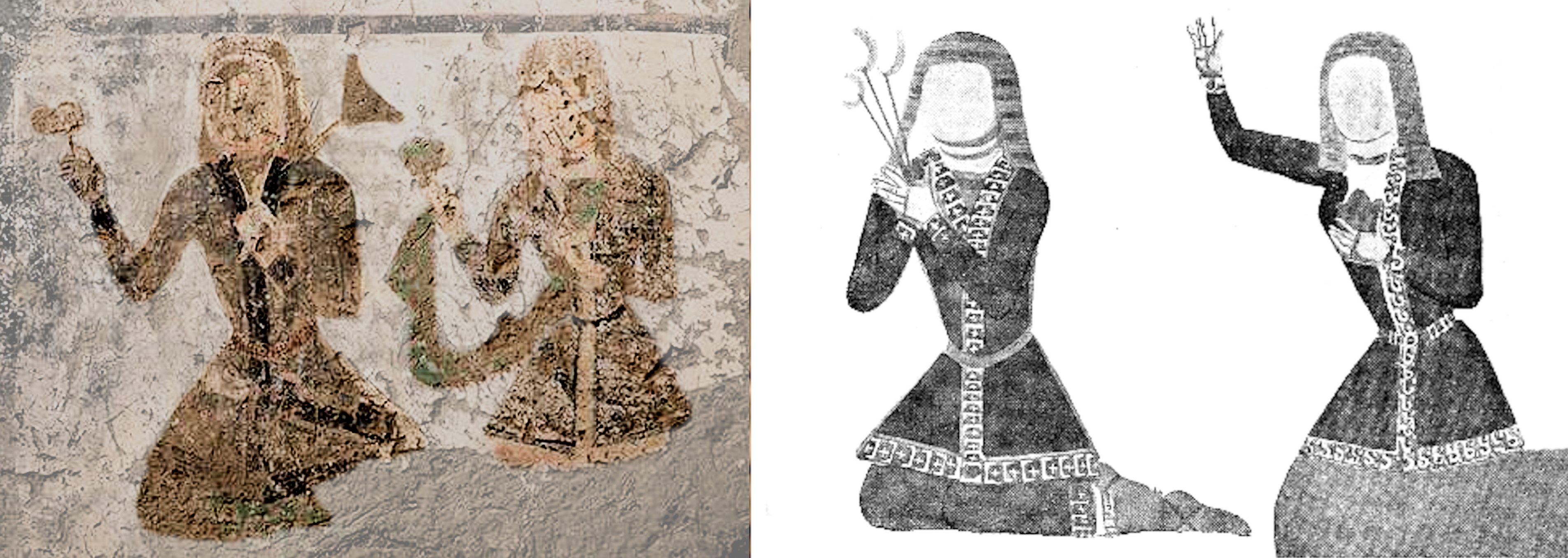
Тохарские подданные, преклонившие колени около 300 г. н. э., на картинах Пещеры Гиппокампа (пещера 118), пещеры Кизил.

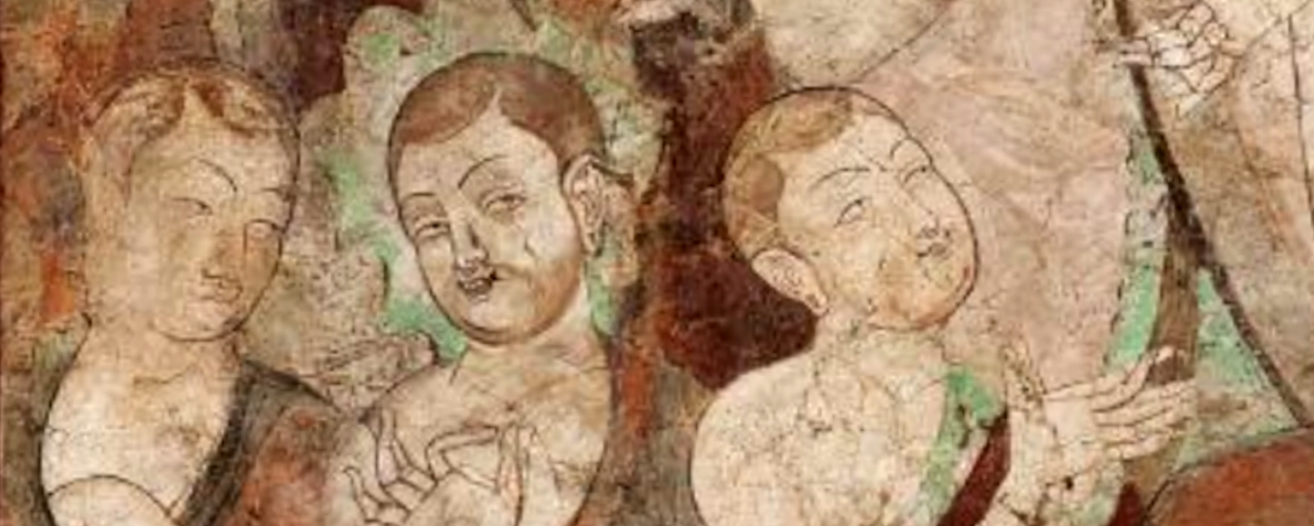
Монахи из пещеры художников около 500 г. н. э., пещеры Кизил

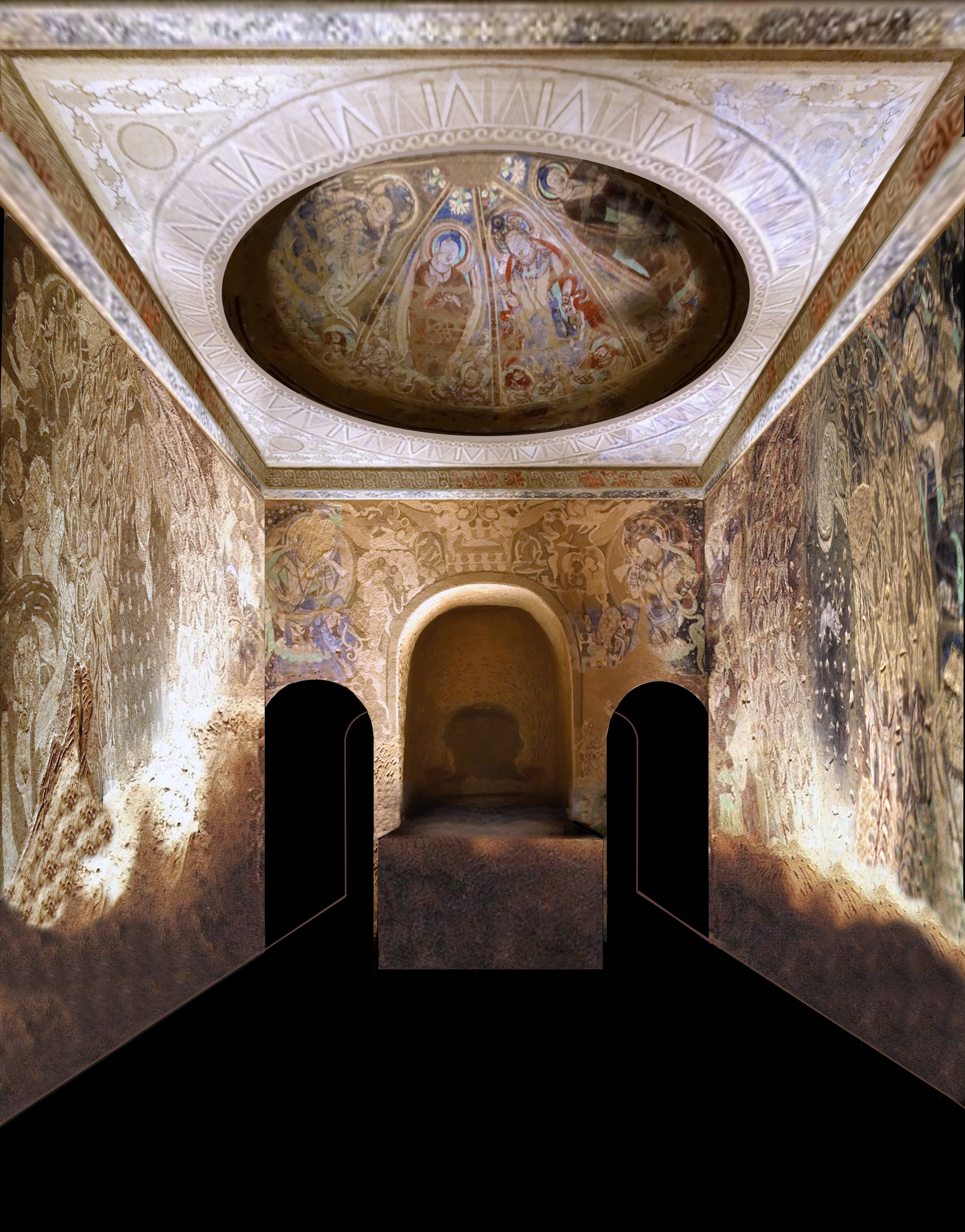
Буддийская Пещера с кольчатыми голубями в пещерах Кизил около Кучи, построена около 430-530 гг. н. э.

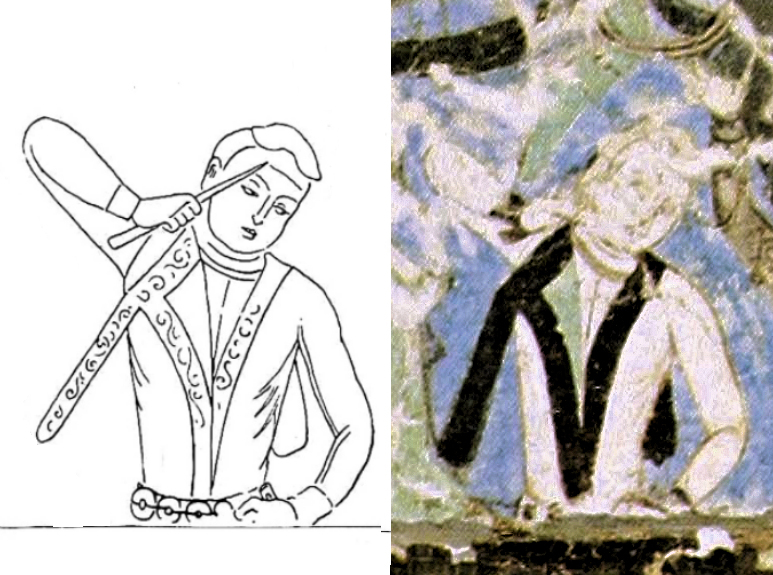
Тохарский принц оплакивает погребение Будды во фреске из пещеры Майя (224) в Кизиле. Он режет себе лоб — практика членовредительства, известная также среди скифов.

Во все времена Средней Азии было присуще этническое разнообразие. Позже, однако, произошла смена «урало-дравидского» биполярного единства монолитным иранским миром. Предпосылки пересмотра сложившихся устоев обусловлены, кроме прочего, так называемой «тохарской проблемой», поскольку вплоть до 2-й половины II в. до н. э., когда на территорию Греко-Бактрии вторглись племена юэчжи, тохары не были представлены в данном регионе. Известные по китайским хроникам да юэчжи (большие юэчжи) большинством исследователей отождествляются с тохарами классических античных источников.
Причина переселения юэчжи в земли вдоль Амударьи указана в книге Ши Цзи:

«Вначале юэчжи жили между (округом) Дуньхуан и (хребтом) Цилянь. Когда (они) были разбиты сюнну, то ушли далеко. Миновав (Дай)юань, на западе напали на Дася и подчинили его. Затем основали крупный город к северу от реки Гуйшуй, сделав его ставкой правителя. Та небольшая часть (юэчжи), которые не смогли уйти, стали покровительствовать наньшаньским цянам (тибетский народ), и их называют сяоюэчжи».
В настоящее время можно выделить три гипотезы о прародине и путях миграций тохаров, которые при желании можно увязать с тремя соответствующими прародинами индоевропейских народов.
1. Условно «автохтонная», которая подразумевает окончательное выделение носителей тохарских языков (в рамках «Курганной гипотезы» или близких к ней) где-то недалеко от мест их исторического проживания. По сумме мнений наиболее подходящими на эту роль являются три южно-сибирские археологические культуры — афанасьевская культура, карасукская культура и андроновская культура. Андроновская культура довольно чётко увязывается с носителями индоиранских языков, поэтому её можно вычеркнуть из списка. Из оставшихся двух большинство исследователей (Даниленко В. Н.[8], Сафронов В. А.[9], Семёнов Вл. А.[10][11][12], Посредников В. А.[13], Напольских В. В.[14], а также зарубежные, например Меллори и Адамс[15]) считают наиболее подходящей афанасьевскую культуру. При этом по мнению Напольских В. В., данные лингвистики и археологии свидетельствуют о заметном участии прототохарского (точнее — уже паратохарского[16]) компонента в сейминско-турбинском транскультурном феномене[17]. Семёнов Вл. А. предлагает на роль прототохарской культуры ямную (древнеямную культурно-историческую общность), что наталкивается на жесткую критику, так как большинство исследователей видят в ней предков носителей индоиранских языков.
2. Условно «европейская», позволяющая увязать происхождение тохар с миграцией той или иной европейской археологической культуры, и связывает с этим появление в южной Сибири соответствующей культуры. Л. С. Клейн предлагает на эту роль балановскую группу (культуру) фатьяновской культуры, связывая таким образом её с карасукской, которую он видит как происходящую от фатьяновской. Ковалёв А. А. в ряде работ[18][19][20][21] предлагает на роль предков тохар представителей чемурчекской культуры Алтая, и выводя таким образом прототохар напрямую из западноевропейского неолита (Франция и Швейцария).
3. Условно «переднеазиатская», связывающая миграцию тохар непосредственно из предполагаемой «анатолийской прародины» индоевропейцев. Ковалёв А. А., автор гипотезы о миграции представителей чемурчекской культуры из Франции на Алтай (т. н. «Великая чемурчекская миграция неолита») в своих ранних работах[22] видел связь бронзовых изделий (в основном оружия) китайской культуры Чаодагоу с эламской традицией, выводя таким образом миграцию прототохаров в западный Китай из районов современного восточного Ирана. Близкую этой концепцию высказывали ранее Т. В. Гамкрелидзе и Вяч. Вс. Иванов, указывая на родство тохарских языков с языком гутиев района Загроса[23].

## Ветви
В науке разделяют тохар на «истинных» (или «настоящих», которые являлись кочевниками и были частью племенного союза юэчжей (ятиев), говоривших на восточноиранских северных диалектах, родственных языкам скифов, ушедших на юг и давших имя области Тохаристан на севере земель современной Республики Афганистан) и «неистинных» («псевдотохар») — собственно тех, на кого перенесли это имя индийцы и др., но говоривших на тохарских диалектах, не имеющих близкого родства с языками юэчжей и не называвших себя тохарами, в отличие от настоящих тохар.

### Потомки (псевдотохар)
Тохары (псевдотохары), проживавшие сотнями лет на тех же местах, где они осели, никогда полностью не уходили из своих мест обитания. Культура их существовала до VIII века.

### Потомки (настоящих тохар)
Основная часть настоящих тохар ушла вместе со своими родственниками кушанами на юг в Бактрию, обосновалась на севере земель современной Республики Афганистан, основала область-государство Тохаристан и там растворилась в массе народов, их потомками являются отчасти таджики, пуштуны, проживающие в одноимённой современной провинции Афганистана Тахар, и уйгуры.

Тохары отождествляются с огузским племенем тюкер (дюгер) такими учёными-исследователями как В. Б. Хеннинг, Ю. А. Зуев, а также С. П. Толстов:
…В основном составе племен мы имеем несколько совпадений с классическим огузским списком… Ttaugara находит прямое соответствие в тюкер (дюкер)… Имя ttaugara (тюкер) дано в форме, обнаруживающей, как совершенно правильно заключает Хеннинг, несомненную связь его с именем тохаров. 

## Галерея

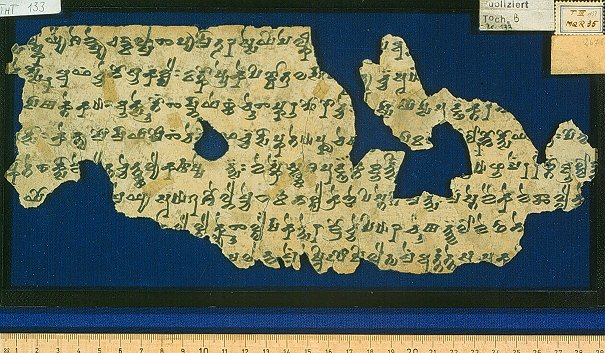
Фрагмент рукописи на тохарском Б
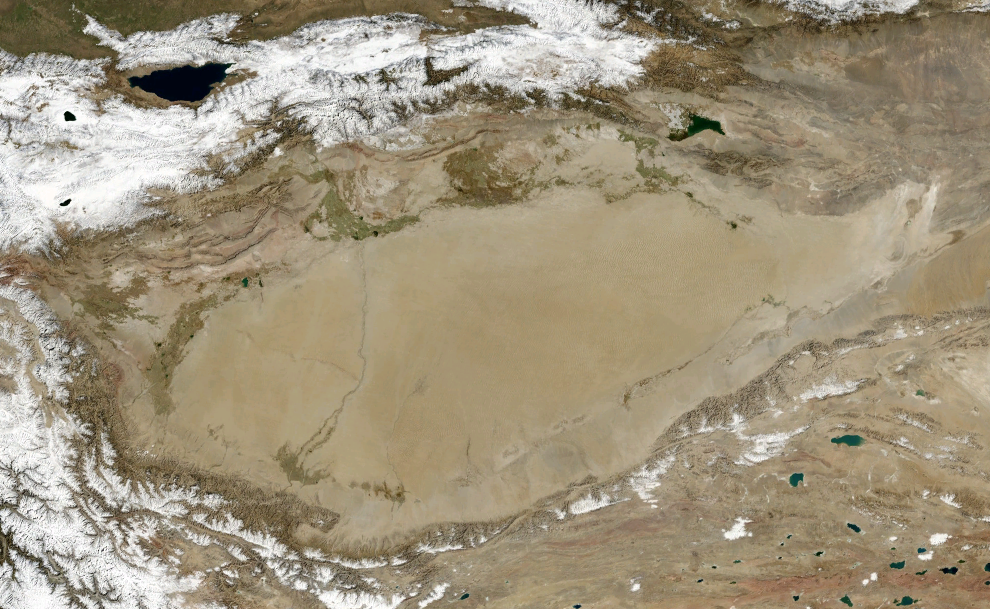
Спутниковое изображение бассейна Тарима зимой
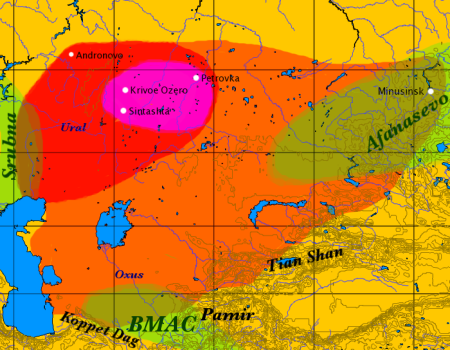
Археологические культуры на севере и западе Тарима
Основные оазисные государства древнего Таримского бассейна
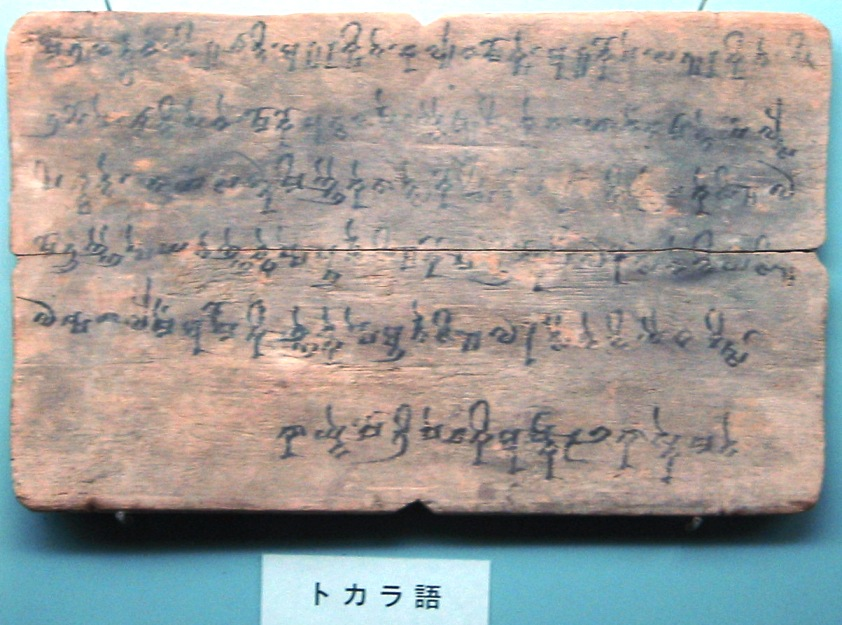
Деревянная табличка с надписью на тохарском языке B, описывающей участок земли, либо часть договора купли-продажи, либо запись о дарении, Куча, VI—VII вв.
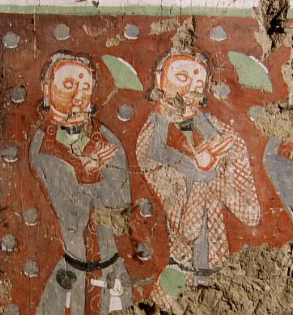
Фигуры тохарского донатора из пещер Кизил около Кучи, от 3-го до 8-го столетия
Кампания императора Тайцзуна против государств оазиса
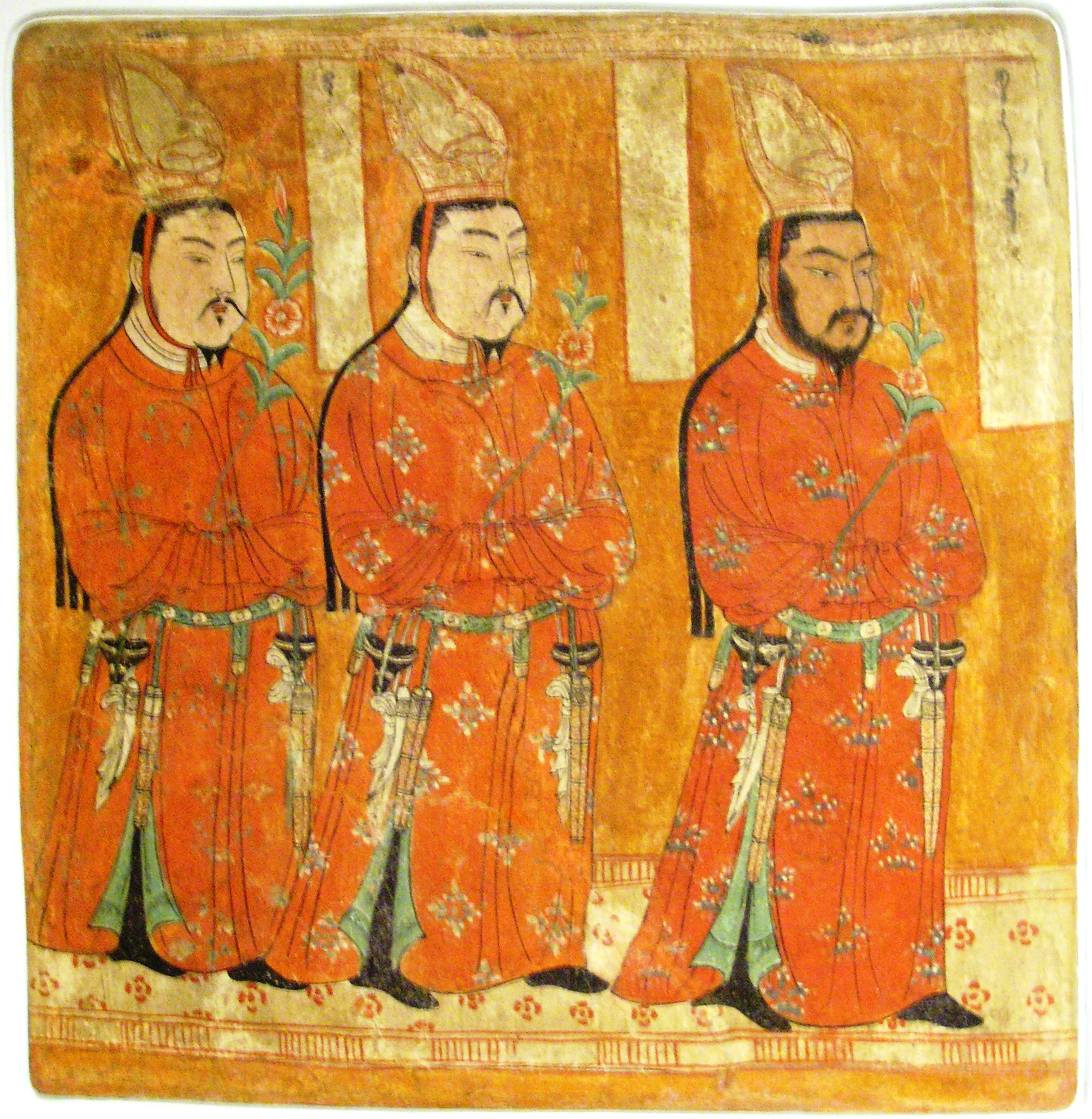
Уйгурские принцы, безекликская фреска
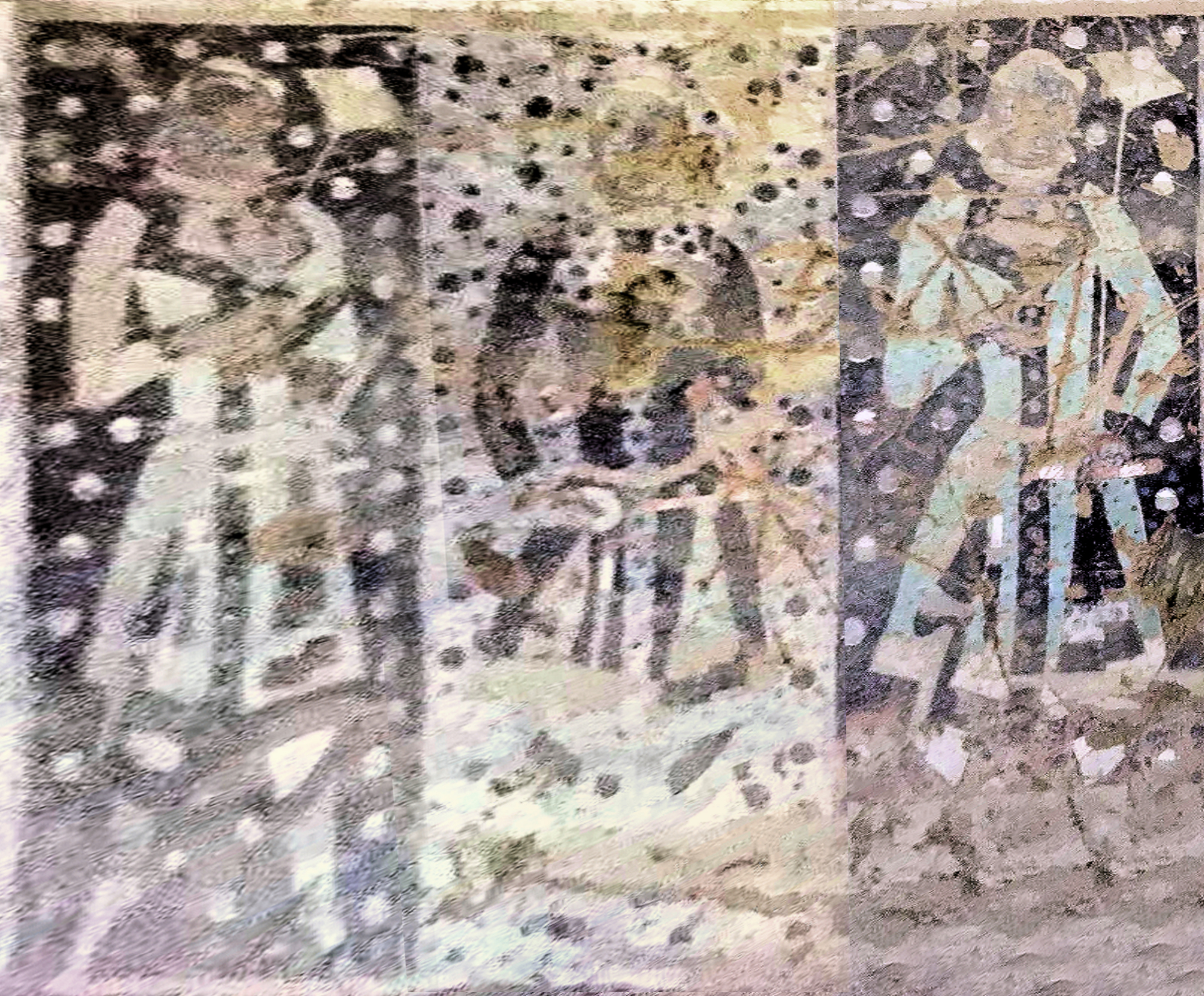
Тохарские рыцари из пещер Кизилгаха (пещера 30). Около 600 г. н. э.